# 一色美名
一色 美名（いっしき みな、1991年1月20日 - ）は、日本のグラビアアイドル。
北海道出身。オフィス福笑所属。妹は同事務所所属の一色海鈴。

## 来歴
高校時代、秋葉原を歩いていたところをスカウトされ芸能界入り。主にグラビアに登場する一方、北見綾野らと共にアイドルユニット「ちゅっちゅっ」としても活動した。
日出高等学校通信制課程を卒業後、2011年9月に結婚、現在は一児の母。

## 人物
- 趣味はパソコン、アニメなど。特技はタイピング。
- 秋葉原やアニメが大好きで、ヲタクな面がある。

## 出演

### DVD
1. 「lipstick」（BM.3）(2008年2月)
2. 「美名の告白」（ビーナスコミュニケーション）(2008年9月)
3. 「競泳水着カタログ 〜永久保存版〜五ノ井ひかり, 北見綾野, 一色美名 」(2009年10月発売)
4. 「 スクール水着カタログ　〜永久保存版〜　日美野梓 一色美名 坂口愛」(2009年10月発売)

### Vシネ
1. 「銀河特捜 エルシオン」
2. 「アイの羽」(2009年10月)

### WEB
1. 「美少女ひとりぢめ」
2. 「スクール水着カタログ」
3. 「BOM TV」

### アイドルユニット
1. 「ちゅっちゅっ」（はちゅこい）